# Strix chacoensis
El cárabo chaqueño (Strix chacoensis)  también conocido como cárabo del Chaco, lechuza chaqueña o lechuza bataraz chaqueña,  es una especie de ave rapaz nocturna de la familia Strigidae nativa de América del Sur.

## Distribución y hábitat
Su hábitat natural son  los bosques secos subtropicales y matorrales en la región geográfica del Gran Chaco, el norte de Argentina, el sureste de Bolivia y el suroeste de Paraguay. Está clasificado como preocupación menor por la IUCN.